# Bocian (Kętrzyn)
Bocian (deutsch Grünthal) war ein Ort in der polnischen Woiwodschaft Ermland-Masuren. Seine Ortsstelle liegt im Gebiet der Gmina Kętrzyn (Landgemeinde Rastenburg) im Powiat Kętrzyński (Kreis Rastenburg).

## Geographische Lage
Bocian liebt in der nördlichen Mitte der Woiwodschaft Ermland-Masuren, acht Kilometer südlich der Stadt Kętrzyn (deutsch Rastenburg).

## Geschichte
Das Gut Grünthal gehörte vor 1945 zum ostpreußischen Kreis Rastenburg. Im Jahre 1885 zählte der Ort 27 Einwohner, im Jahre 1905 waren es 19.
Am 30. September 1928 wurde das Gut Grünthal mit den Gütern Thurwangen  (polnisch Turwągi) und Wolka (1938 bis 1945 Spittel, polnisch Wólka) sowie dem Gzut Windtkeim (Windykajmy) in die Landgemeinde Prangenau (Pręgowo) eingegliedert.
Nach der Abtretung des gesamten südlichen Ostpreußen an Polen in Kriegsfolge im Jahre 1945 erhielt Grünthal die polnische Namensform „Bocian“. Heute ist der Ort „część wsi Wólka“ (= „ein Teil des Orts Wólka“) und somit in Wólka (Wolka, 1938 bis 1945 Spittel) aufgegangen. Er liegt somit im Gebiet der Landgemeinde Kętrzyn (Rastenburg) im Powiat Kętrzyński (Kreis Rastenburg).

## Kirche
Bis 1945 war Grünthal in die evangelische Pfarrkirche Rastenburg in der Kirchenprovinz Ostpreußen der Kirche der Altpreußischen Union, außerdem in die römisch-katholische St.-Katharina-Kirche in Rastenburg im Bistum Ermland eingepfarrt.
Heute gehört Bocian katholischerseits zur Pfarrei Pręgowo (Prangenau) im Erzbistum Ermland, evangelischerseits zur Johanneskirche Rastenburg in der Diözese Masuren der Evangelisch-Augsburgischen Kirche in Polen.

## Verkehr
Zur Ortsstelle von Bocian in der Gemeinde Pręgowo führt eine Nebenstrsaße, die in Palestyna endet. Eine Anbindung an den Bahnverkehr besteht nicht.